# Orquesta Sinfónica de la Universidad Autónoma de Nuevo León
La Orquesta Sinfónica de la Universidad Autónoma de Nuevo León tiene una trayectoria de más de 50 años con diversas selectas presentaciones desde ópera hasta ballet. Sus presentaciones incluyen a invitados como Plácido Domingo y José Carreras.

## Historia
Su fundador es el maestro italiano Anton Guadagno. Su primer concierto fue el 2 de febrero de 1960 en el Teatro María Teresa Montoya de Monterrey. Durante su existencia ha integrado a músicos tanto de la región, como maestros de países como Bulgaria, Estados Unidos, Canadá, Cuba, España, Venezuela, Italia, entre otros.
A lo largo de su trayectoria, la OSUANL se ha presentado en distintos lugares como el Palacio de Bellas Artes en la Ciudad de México, ciudades de Estados Unidos, el Festival Internacional Cervantino en Guanajuato (2010) y el Festival Internacional Tamaulipas.
En el 2010, conmemorando su 50 aniversario,  la OSUANL realizó diversos conciertos en el Teatro Universitario de la UANL. El domingo 29 de septiembre de 2013, la Orquesta ofreció un concierto en la Sala Nezahualcóyotl del Centro Cultural Universitario conmemorando el 80.º Aniversario de la Universidad Autónoma de Nuevo León.

## OSUANL en la actualidad
Desde el 2009 hasta el 2017, el director mexicano Jesús Medina fue el director Artístico. A inicios de febrero de 2017, la Orquesta sufrió un recorte de presupuesto de la Máxima Casa de Estudios, lo cual llevó a un cambio del 75%  de los anunciados y a la suspensión de las participaciones extranjeras.
A partir de enero de 2019, el director y compositor Eduardo Diazmuñoz tomó el liderazgo de la institución.